# Tolozzi
Tolozzi è una casa editrice italiana. Fondata nel 1919 a Genova, dal 1993 ha sede a Pontremoli.

## Storia
L'azienda nacque nel 1919 a Genova da Amilcare Tolozzi quando, trasferitosi dalla Lunigiana nel capoluogo ligure subito dopo la prima guerra mondiale, aprì una libreria antiquaria in via dei Santi Giacomo e Filippo, nel quartiere di San Vincenzo, ingrandendosi presto con altri punti vendita e dedicandosi quindi, con l'ingresso del figlio Renzo, all'attività editoriale.
Negli anni, la casa editrice costituì un ampio catalogo, dalle grandi opere in edizioni rilegate su temi di cultura generale come la storia, l'architettura, la geografia e l'arte, alla letteratura e alla poesia, sino a opere dedicate alla storia locale e alle riedizioni di opere storiche. Fra gli autori editi o riediti, opere di: Amato Novelli, Federico Donaver, Hortense Allart, Léo Taxil, Giovanni Boine, Francesco Maria Accinelli, Aidano Schmuckher, Giuseppe Marcenaro, Ettore Serra, Giulio Miscosi, Ceccardo Roccatagliata Ceccardi, Cesare Orsini, Massimo Del Fante, Gianmario Filelfo, Enrico Bonino, Ettore Serra, Carlo Giuseppe Ratti, Raffaele Soprani, Mario Labò, . Nel 1967 pubblicò una Storia di Genova di Federico Donaver. e un Dizionario delle strade di Genova di Tomaso Pastorino, in 3 e poi in 5 volumi. Pubblicò anche periodici di attualità e cultura, come il bimestrale Ellisse.
Nel 1954 Amilcare e il figlio Renzo furono arrestati e incarcerati per quindici giorni, accusati di aver messo in vendita materiale contrario al pubblico pudore, per avere a disposizione nella loro libreria una copia di Gamiani, ou deux nuits d’excès di Alfred de Musset del 1833.
Tolozzi fu anche cofondatore del Premio Bancarella e, nel 1958, fondatore del Premio Bancarella per ragazzi (Bancarellino). Fu anche fondatore del Premio Caffaro. Dal 1993, sotto la guida di Daniela Tolozzi, la sede della casa editrice fu trasferita a Pontremoli.
Una parte del materiale originale di Tolozzi dedicato a Nicolò Paganini fu acquistato nel 1957 ed è custodito presso la Gertrude Clarke Whittall Foundation Collection on Nicolò Paganini della Biblioteca del Congresso degli Stati Uniti.
A Renzo Tolozzi è dedicato un passo pedonale nel centro di Genova, nel quartiere di Piccapietra.